# Keltské umění

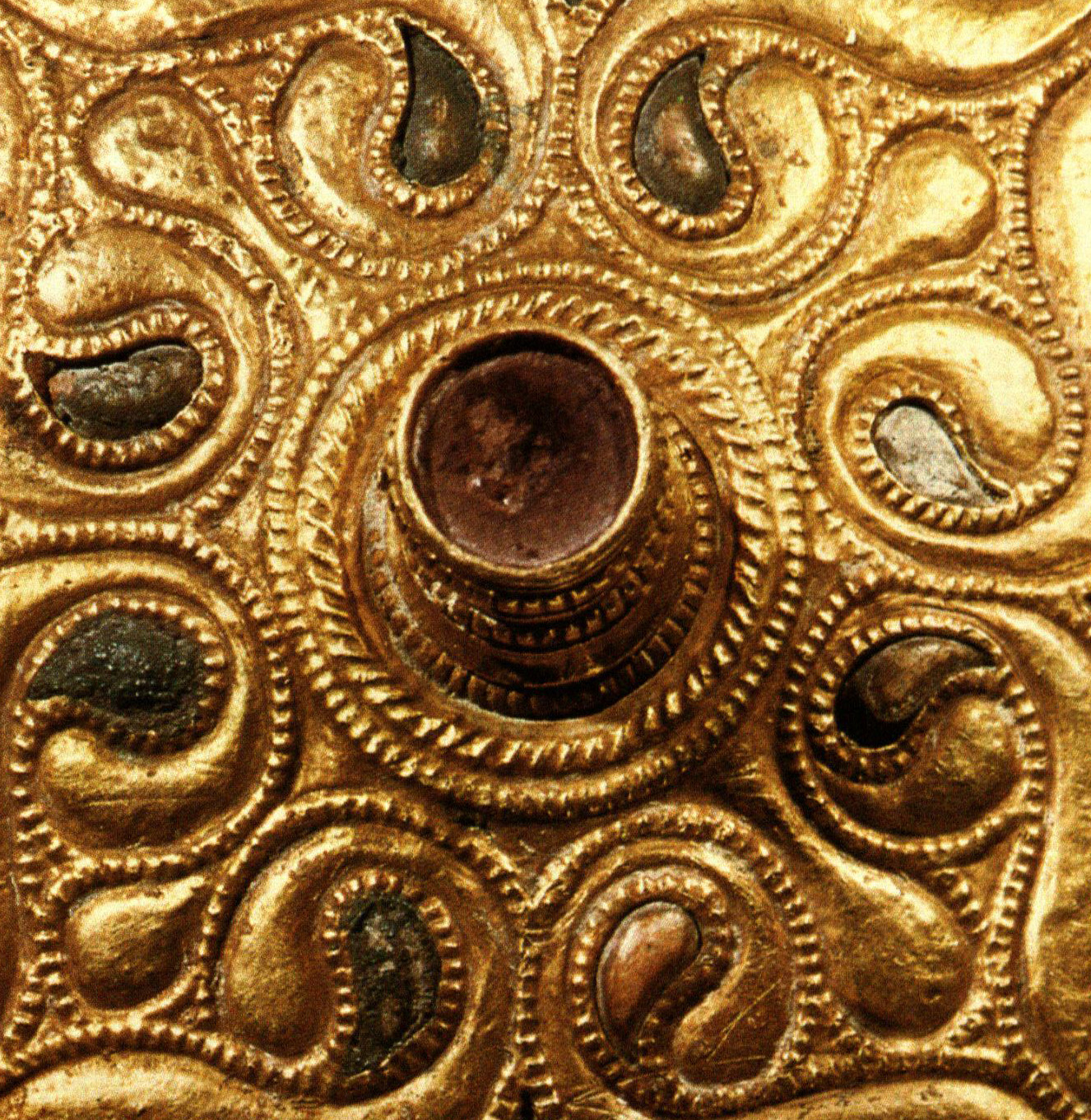
Detail keltského disku ze 4. století př. n. l.

Keltské umění je označení pro výtvarné umění, zejména šperkařské a sochařské, připisované starověkému etniku známému jako Keltové. Vymezení pojmu Keltové však není ustálené, a proto ani pojmu keltské umění. Někdy je pod pojmem keltské umění rozuměno veškeré umění v Evropě od doby bronzové do neolitu. Archeologové však používají pojem spíše pro artefakty od doby železné (kolem roku 1000 př. n. l.) až do doby, kdy Římská říše dobyla většinu keltského území. Historici umění obvykle mluví o keltském umění pouze v souvislosti s laténskou kulturou (zhruba 5. až 1. století před naším letopočtem). Výjimečně se pod pojmem keltské umění rozumí i veškerá umělecká tvorba národů mluvících keltskými jazyky až do současnosti. V Británii se jako keltské umění někdy označuje raně středověké umění z britských ostrovů. Za keltské umění by mohlo být označováno i umění spjaté s keltským revivalem od 18. století až do současnosti, ponejprve v Británii a Irsku, posléze i v celé Evropě.

## Laténské umění
K nejvzácnějším laténským artefaktům patří pískovcová socha keltského knížete z Glaubergu, která je v životní velikosti a pochází z 5. století př. n. l. Byla nalezena v těsné blízkosti větší mohyly v oppidu Glauberg na území dnešního Německa. Neméně významná je Kamenná hlava z Mšeckých Žehrovic. Je datována do 3. století př. n. l. Byla vysochána z opuky a zobrazuje patrně keltského druida nebo jinou vysoce postavenou osobu. Svým provedením i zachovalostí představuje plastika světový unikát. Hlava byla nalezena 19. května roku 1943 v malé pískovně u Mšeckých Žehrovic na Rakovnicku, na území dnešní České republiky. Dalším významným artefaktem je tzv. Agriská přilba, patrně ceremoniální přilba nalezená v jeskyni poblíž Agrisu ve Francii v roce 1981. Přilba je železná a je pokrytá bronzovými pásky, na nichž jsou ještě v další vrstvě pásky zlaté. Velmi ceněn je také Kotlík z Gundestrupu, který byl objeven v roce 1891 při kopání rašeliny. Je ze stříbra, má v průměru 70 cm a je 40 cm hluboký. Patrně šlo o rituální nádobu, tuto teorii podporuje i plastické figurální zobrazení božstev a zvířat po celém obvodu kotlíku. Fakt, že se našel Dánsku (mimo území osídleném Kelty) svědčí o obchodních stycích mezi Kelty a Germány. Není vyloučeno, že mohl být na germánské území zavlečen jako válečná kořist a poté vhozen do bažin jako oběť bohům. Pochází z 2. nebo 1. století př. n. l. V Británii byl nalezen Štít z Battersea. Je ze dřeva pokrytého bronzem, takže odborníci předpokládají, že nesloužil k boji. O tom svědčí i bohaté a precizní zdobení. Byl vyloven z Temže roku 1857. O stáří se vedou značné spory, nejvíce se uvažuje o 1. století př. n. l. K nejpodivuhodnějším dokladům keltského šperkařského umění patří Nákrčník ze Snettishamu, nejvzácnější nález z naleziště u vesnice Snettisham v Norfolku ve východní Anglii. Dokonale neporušený šperk se vyznačuje vysokou úrovní řemeslného zpracování. Záhadným je artefakt, patrně rovněž šperk, nalezený v patrně druidském hrobě v Roissy-en-France ve Francii. Jsou na něm zobrazeni draci nebo příšery. Pozdní keltské umění, ovlivněné již římskou kulturou, reprezentuje zrcadlo nalezené v Desborough v Anglii. Mnohem starší je patrně zlaté zdobení na misce, které bylo nalezeno v Německu, přesto i zde odborníci usuzují na "adaptaci" středomořských motivů. Některé artefakty nalezené v keltských hrobech bezpochyby přímo z antického Středomoří pocházejí, týká se to především vázy (krátéru) nalezené v hrobě u vesnice Vix v Burgundsku. Dokládá to značný kontakt keltského světa s antickým, a to nejen římským, ale i starořeckým.

## Galerie

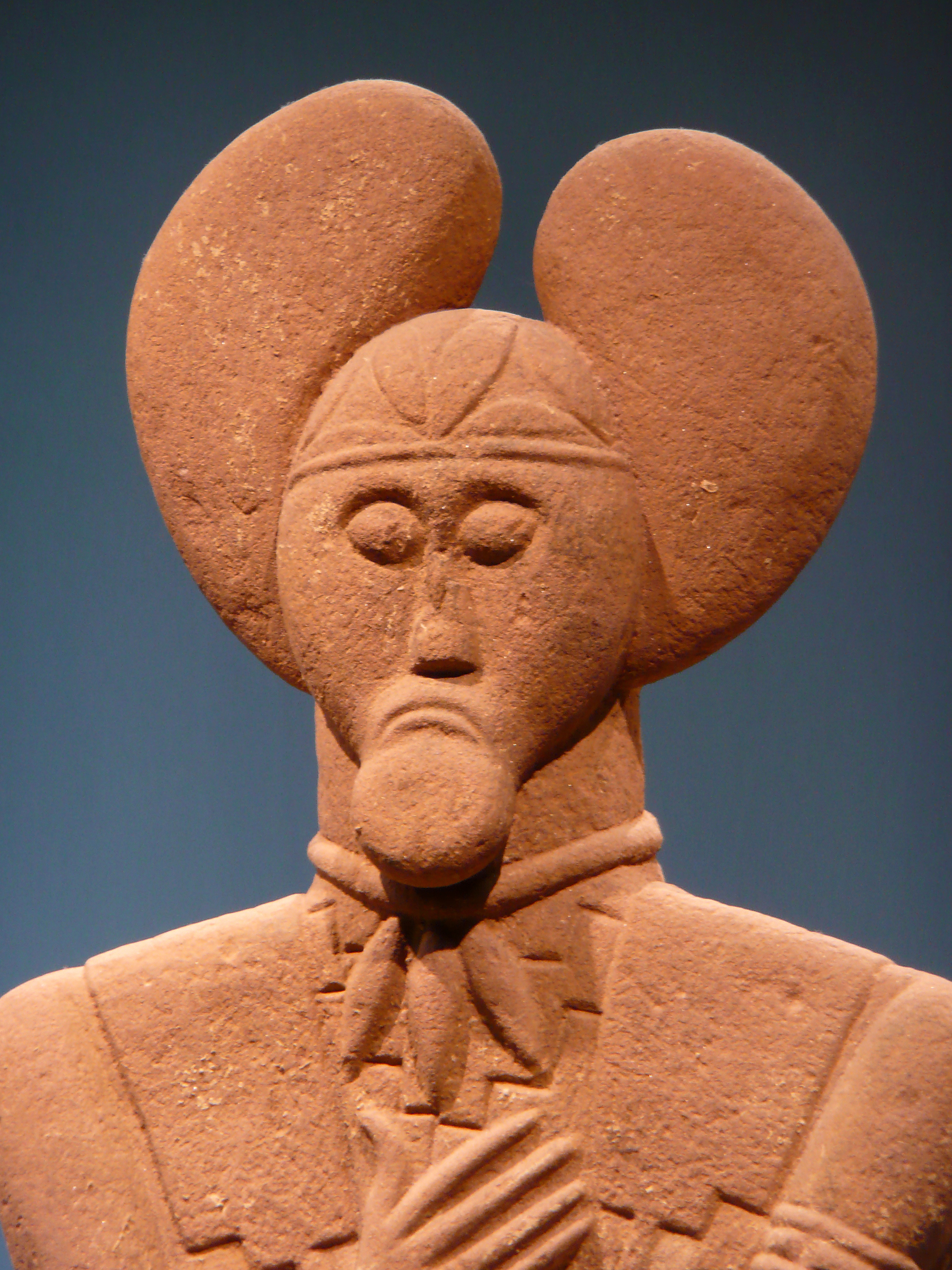
Keltský kníže z Glaubergu
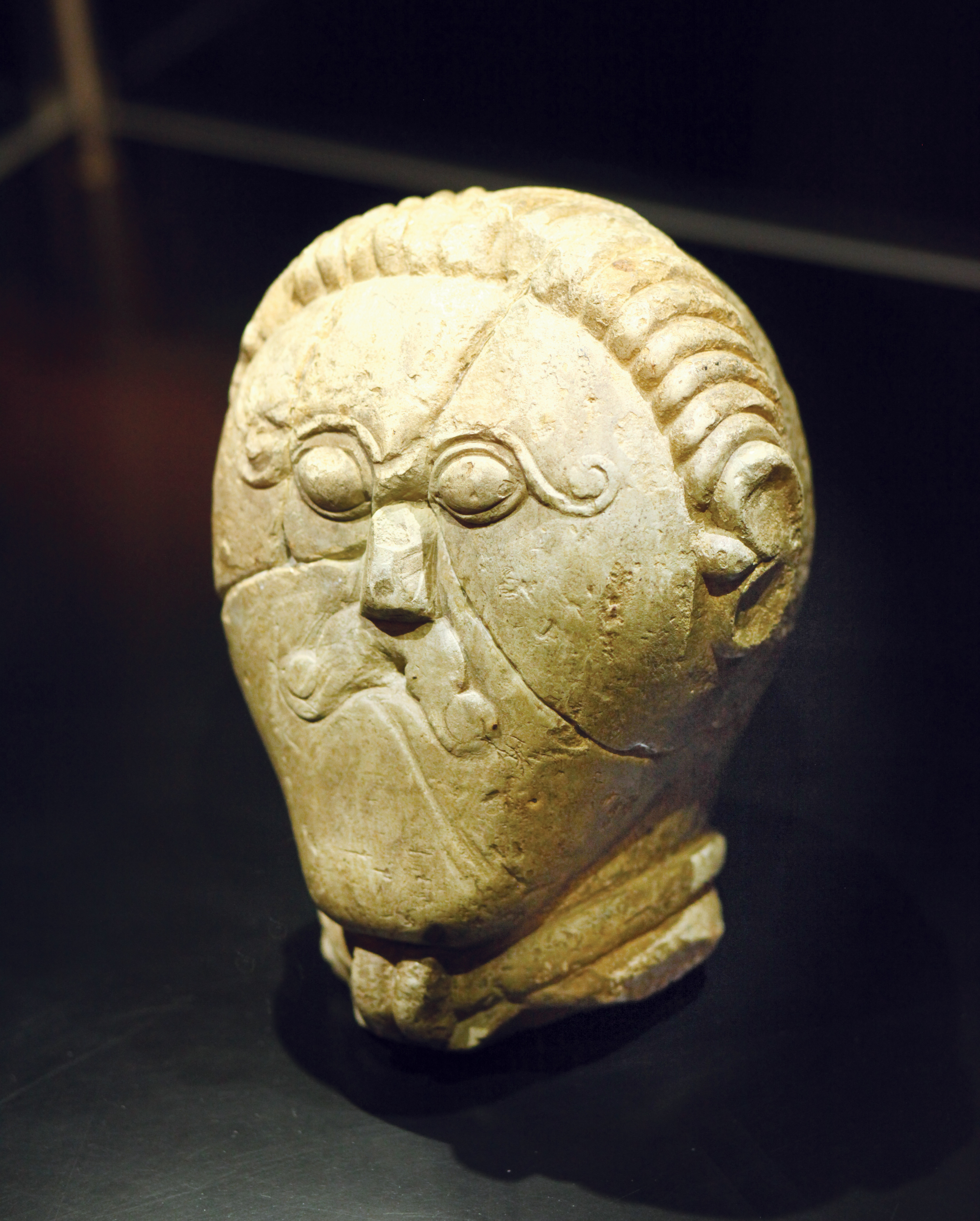
Kamenná hlava z Mšeckých Žehrovic
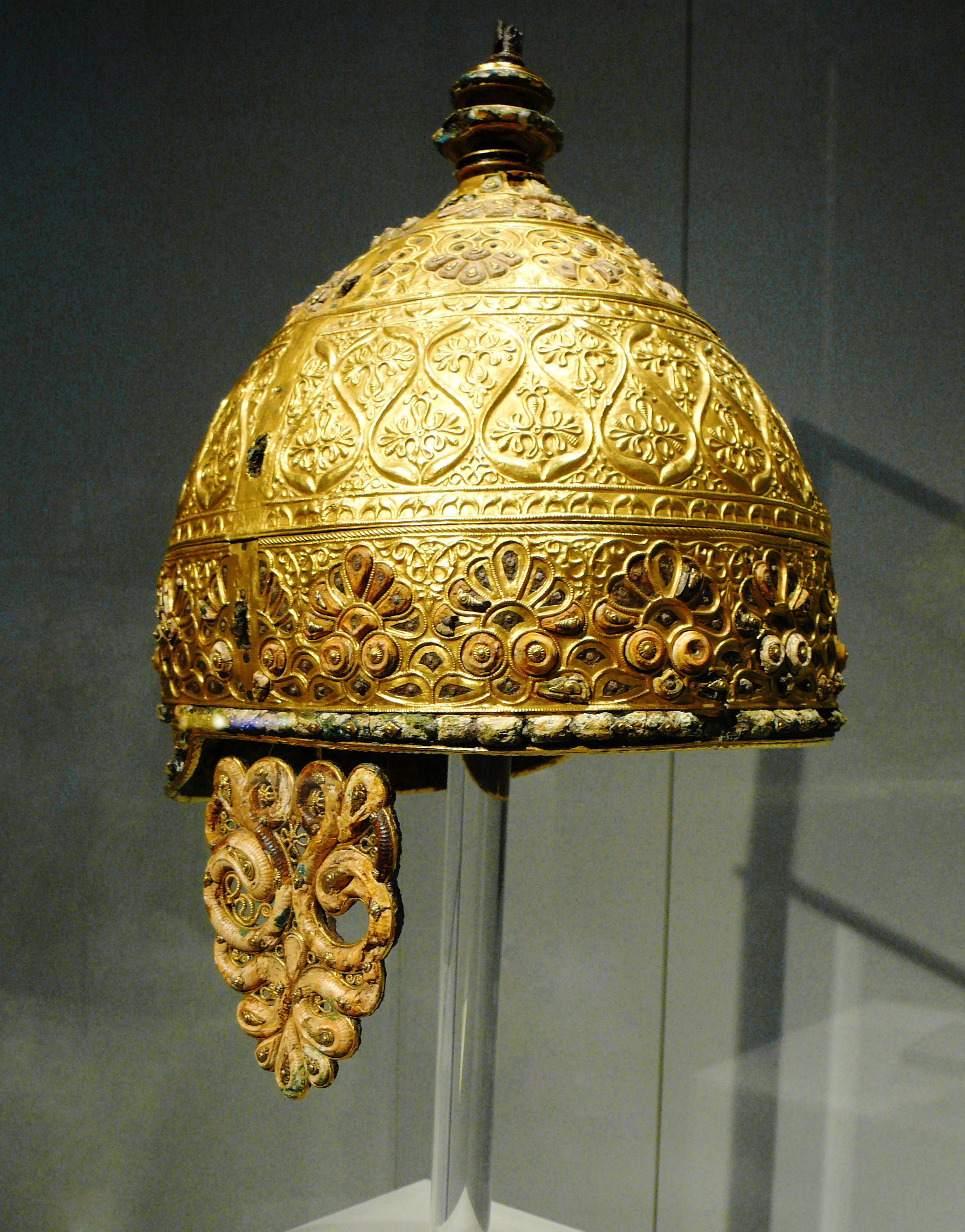
Agriská přilba
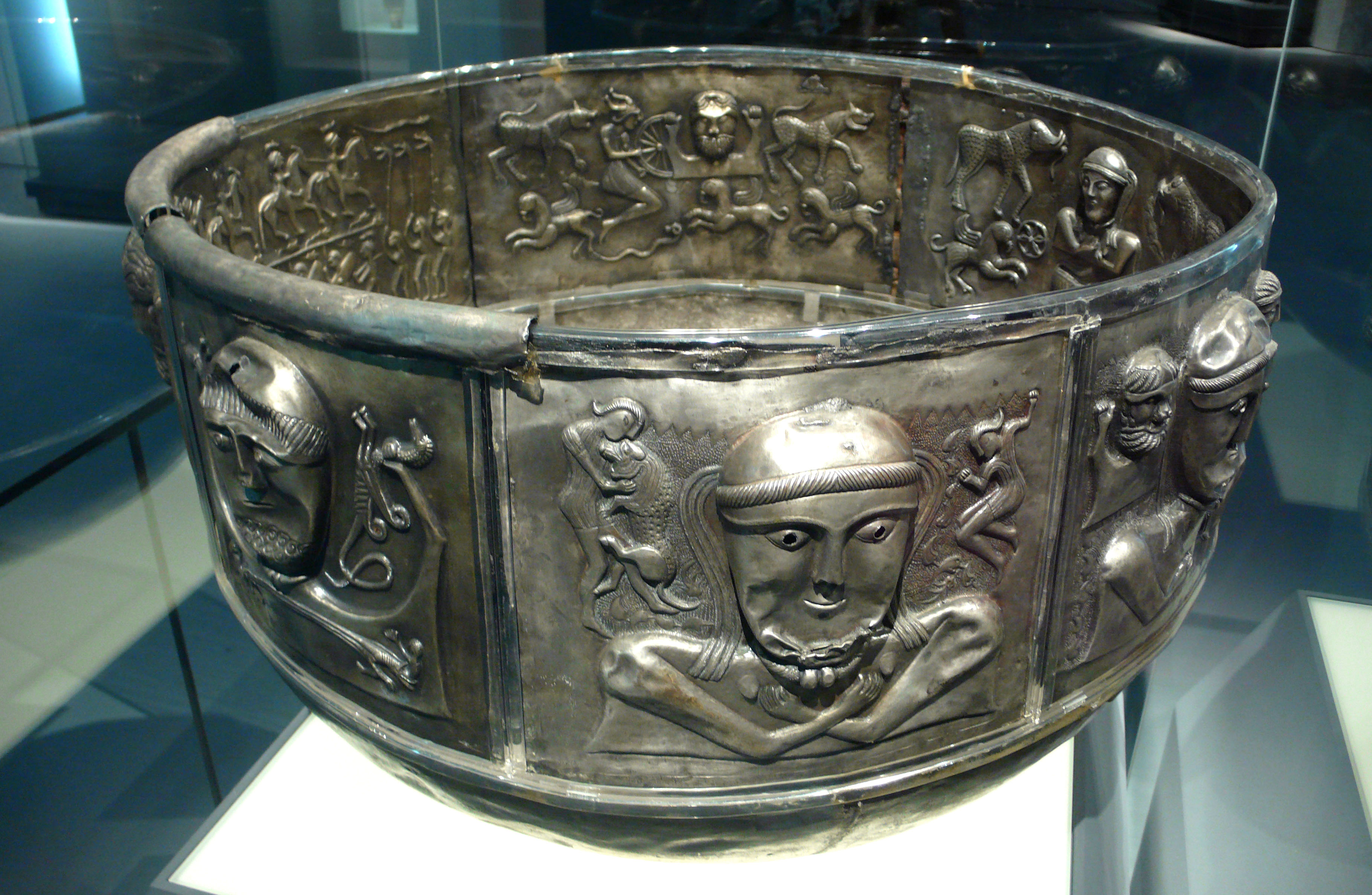
Kotlík z Gundestrupu
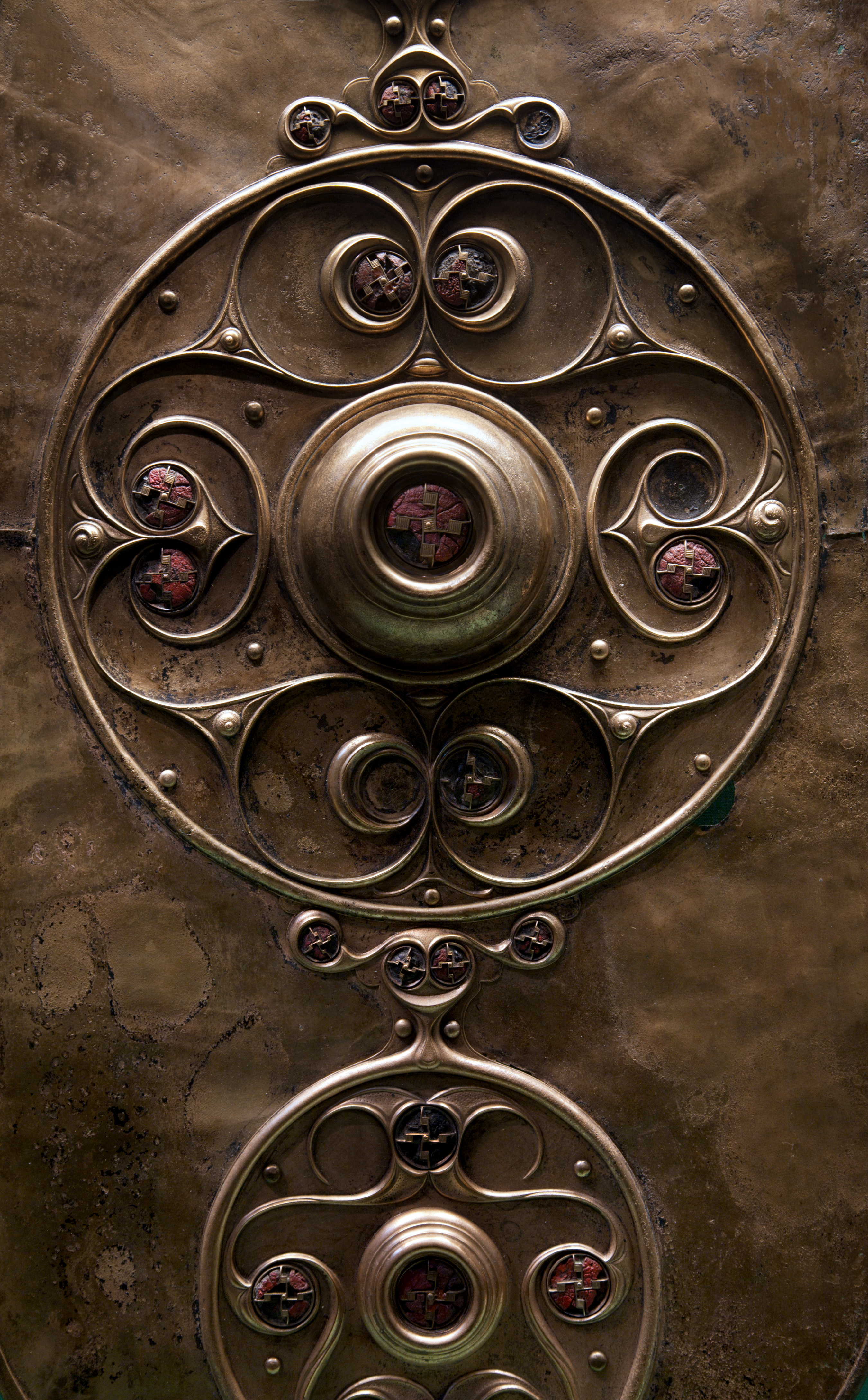
Detail Štítu z Battersea
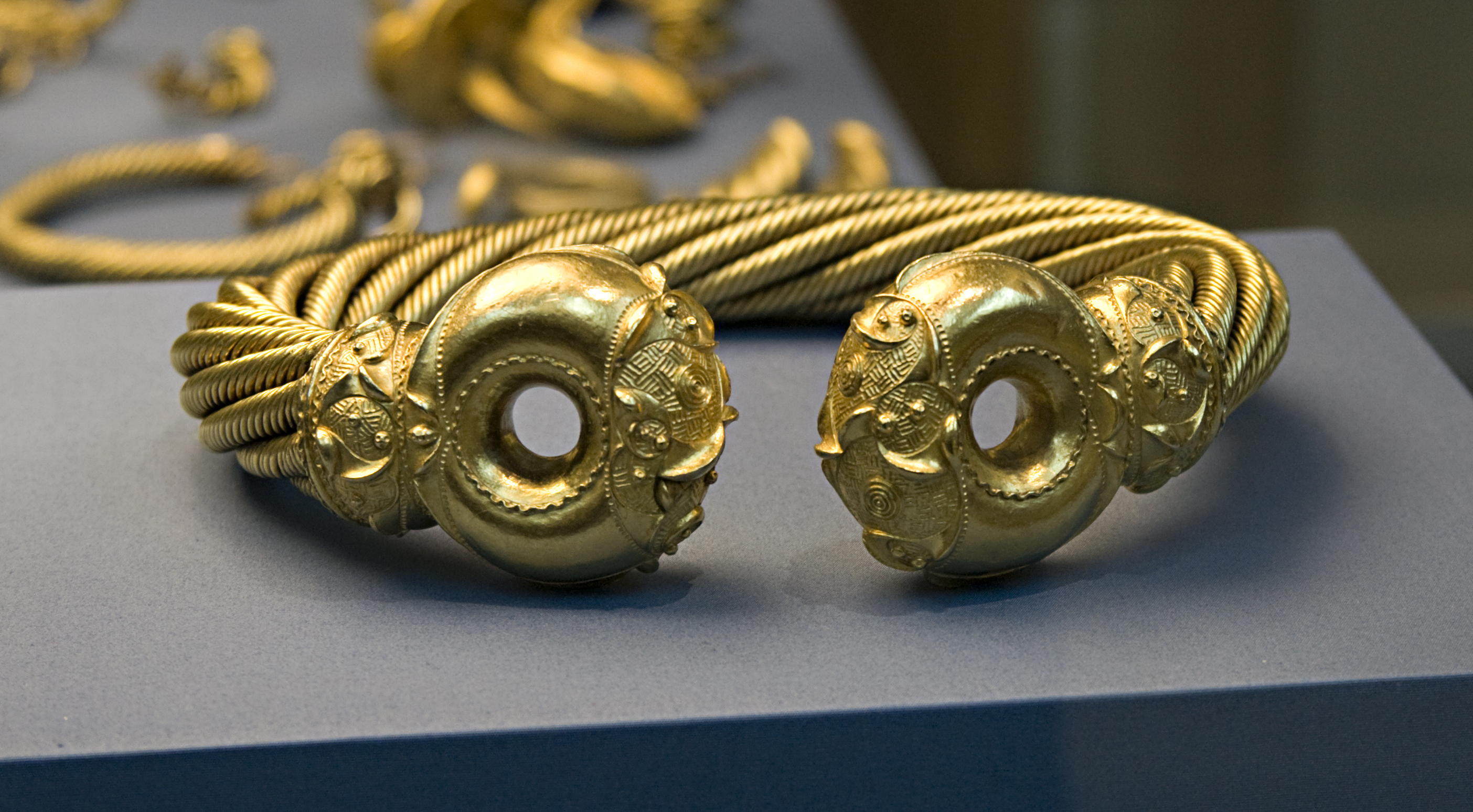
Nákrčník ze Snettishamu
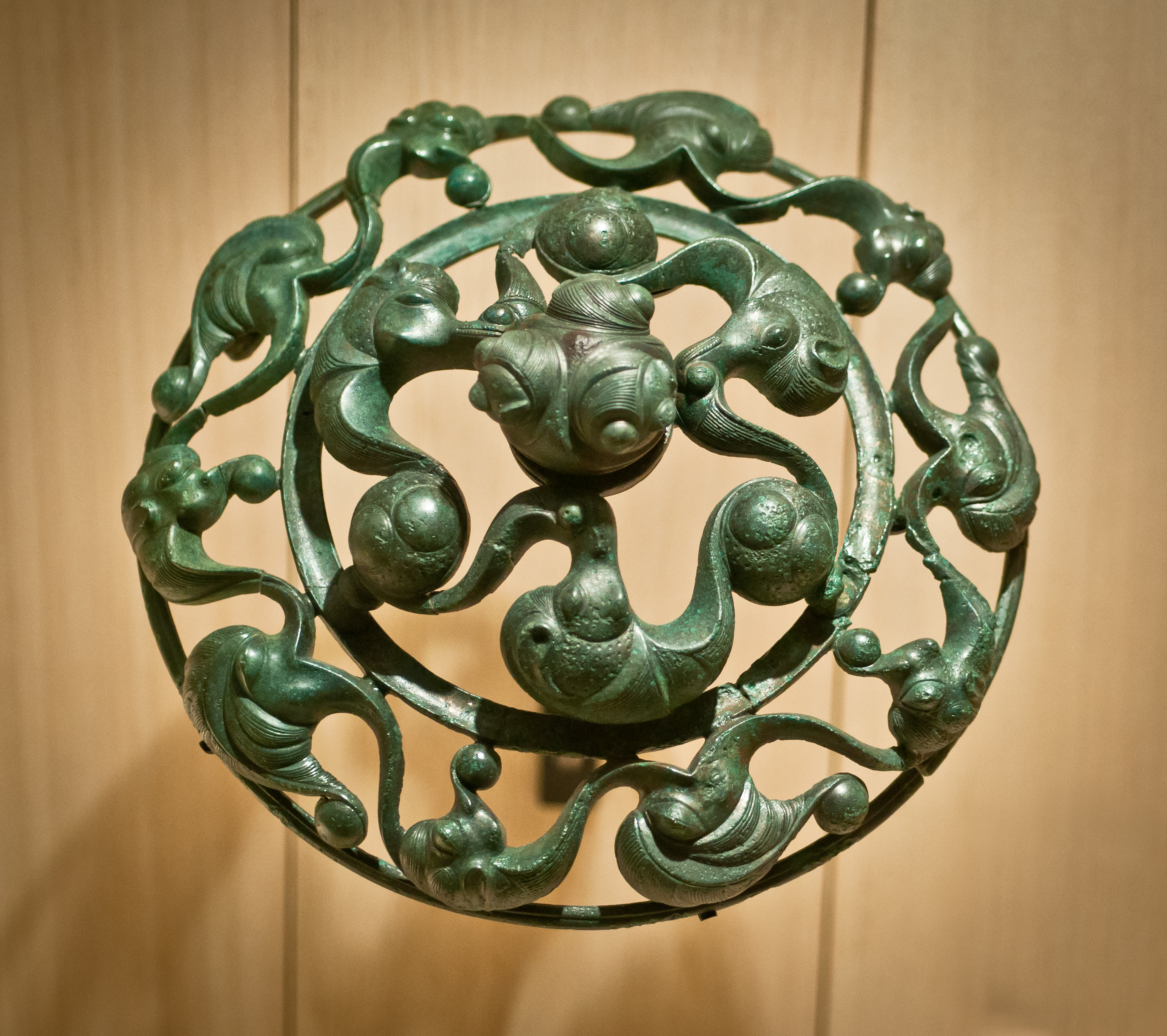
Dračí šperk z Roissy-en-France
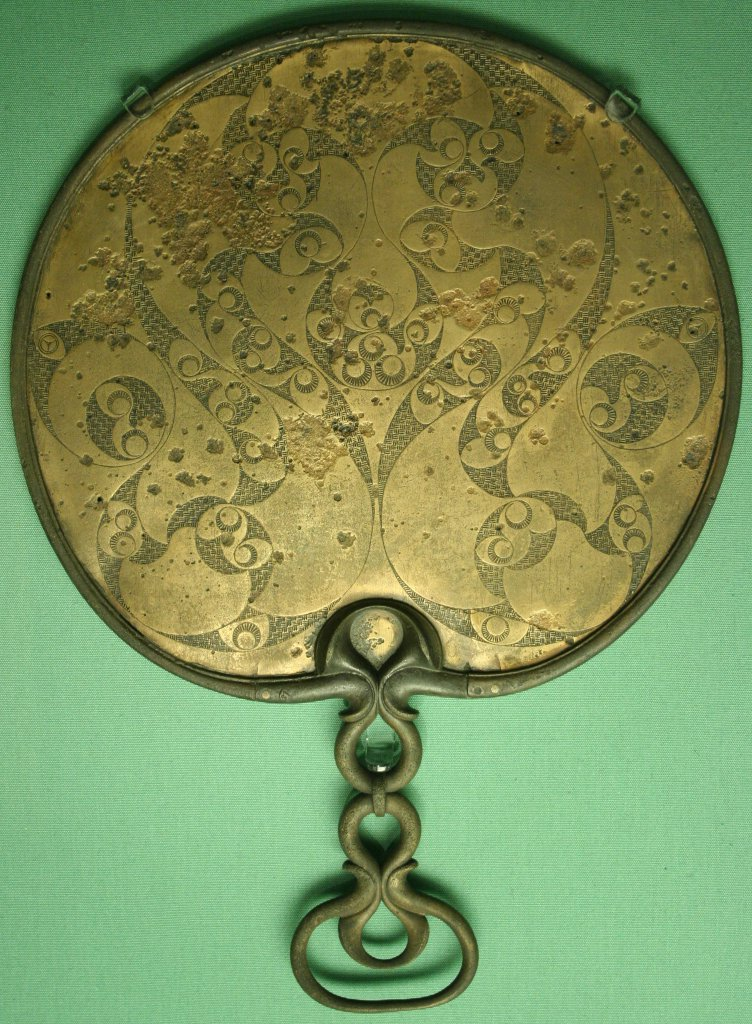
Zadní strana zrcadla z Desborough
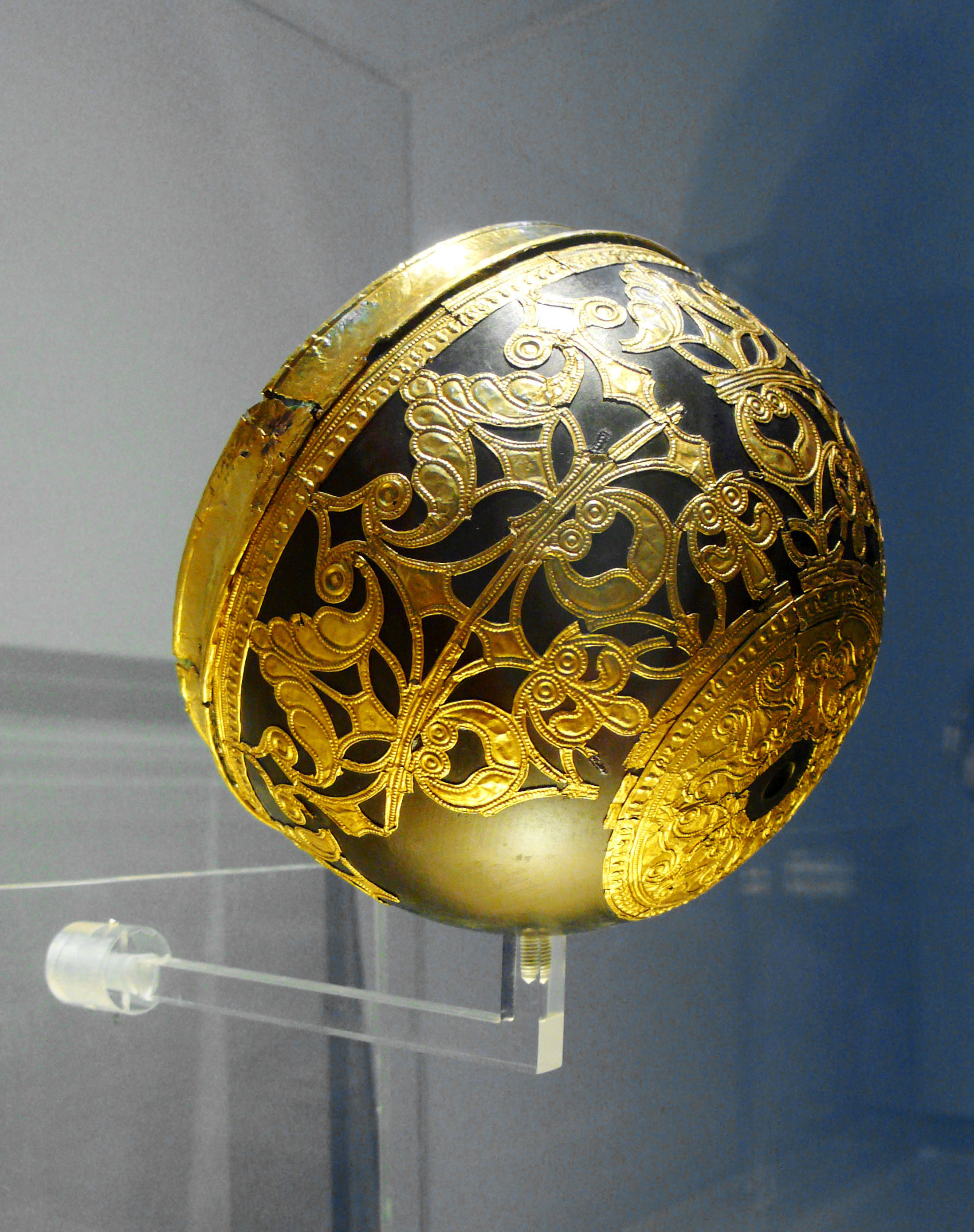
Zlaté zdobení na misce
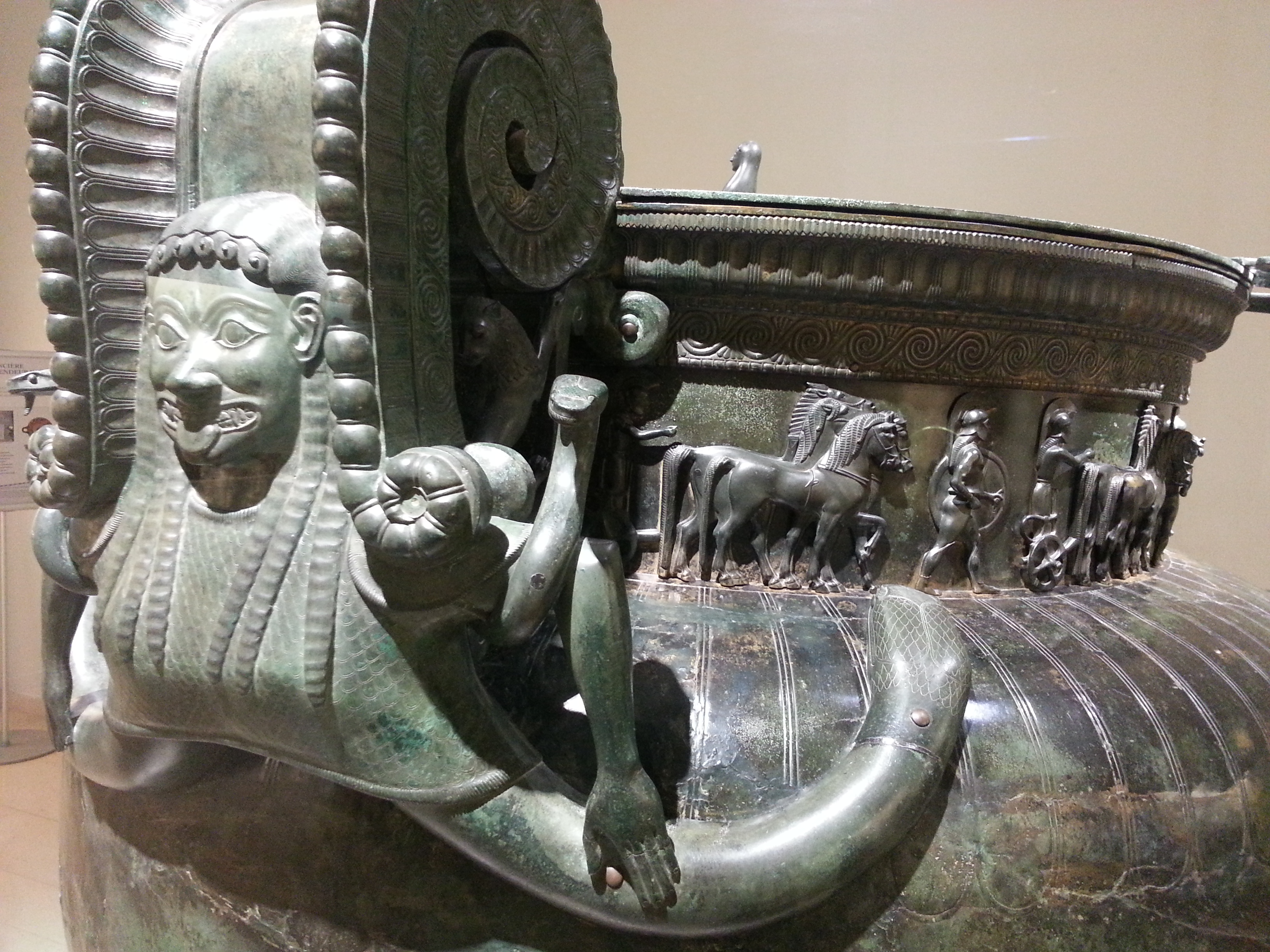
Detail vázy z Vix, zde jsou si odborníci jisti řeckým původem